# 张靖婧
张靖婧（1988年12月3日—），福建省龙岩市新罗区人，中国女子射击队运动员。

## 主要成绩
2013年11月8日，2013年国际射联世界杯总决赛女子25米手枪金牌。2014年仁川亚运会射击比赛中，她获得女子25米手枪项目冠军（亚军为队友陈颖）。2016年里约奥运会25米手枪比赛中，打出592环的优异成绩，打破四年前由韩国选手金贞美创造的资格赛奥运会纪录。但决赛中获得第四名，无缘奖牌。同年射击世界杯总决赛，张靖婧在女子25米手枪比赛中获得第六名。2017年5月世界杯慕尼黑站比赛中，张靖婧以36中的成绩，夺得女子25米运动手枪冠军。2021年全国射击锦标赛（手枪项目）中，张靖婧夺得25米女子手枪冠军。